# Єврейський музей в Салоніках
Єврейський музей в Салоніках (грец. Εβραϊκό Μουσείο Θεσσαλονίκης), також зустрічається назва Музей єврейської присутності в Салоніках — музей в Салоніках, Греція, відкритий 2001 року, присвячений історії єврейської громади міста Салоніки.

## Історія будівлі
Єврейський музей в Салоніках розміщується в неокласичній будівлі, побудованій 1904 року на перетині вулиці Венізелоса та Святого Міноса, 3, просто в серці торговельного центру міста. Будівля пережила пожежу 1917 року і з тих пір розміщувала Банк Аттики та офіс франкомовної єврейської газети «L'Indépendant».
Музей урочисто відкритий 13 травня 2001 року за участі Евангелоса Венізелоса, тодішнього міністра культури Греції.

## Експозиція

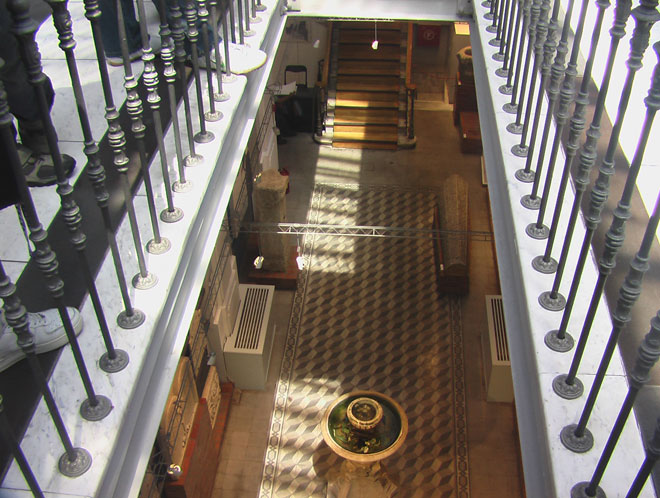
Одна із зал музею

У музеї представлені експонати релігійного і церемоніального характеру, численні етнографічні матеріали (посуд, костюми тощо) та історичні документи (газети, фотографії та друковані видання).
Спеціалізована бібліотека, радіо-, кіно- і архів телебачення, колекції сефардської популярні пісні і відгуки тих, хто вижив після Голокосту. Крім того тут представлені інші архівні матеріали, що стосуються монументальних будівель, синагог, населених пунктів єврейської громади.